# Летняя Универсиада 2025
Летняя Универсиада 2025 (англ. XXXII Summer World University Games) — студенческие спортивные соревнования XXXII Всемирной летней Универсиады, которые прошли с 16 по 27 июля 2025 года в Рейнско-Рурском регионе (в городах Дуйсбург, Бохум, Эссен, Хаген и Мюльхайм) — входящем в федеральную землю Северный Рейн-Вестфалия, и ещё отдельно в Берлине (Германия). Летняя Универсиада проводится под эгидой FISU.

## Площадки проведения спортивных мероприятий
Оргкомитет планирует использовать существующие и временные спортивные сооружения, некоторые из которых будут отремонтированы для этих Игр. В отличие от предыдущих Универсиад, эта будет полностью децентрализована. Вместо единой Олимпийской деревни, спортсмены будут проживать в отелях и университетских общежитиях в регионе проведения соревнований по их виду спорта. Соревнования по 18 видам спорта будут проходить на 23 площадках проведения спортивных мероприятий. Места проведения соревнований расположены в пяти городах региона: Дуйсбург (близ Дюссельдорфа), Бохум, Эссен, Хаген и Мюльхайм, и ещё отдельно в столице Германии — Берлине.
Первоначально планировалось, что Дюссельдорф — столица земли Северный Рейн-Вестфалия проведёт некоторые спортивные мероприятия и церемонию открытия, но город отказался от участия за год до Игр в рамках нового подхода к сокращению расходов, который предусматривал сокращение транспортных маршрутов и улучшение региональной синергии. В сентябре 2024 года было объявлено, что вместо Дюссельдорфа, три вида спорта: плавание, прыжки в воду и волейбол примет Берлин.

## Виды спорта
Соревнования проходят по 18 видам спорта:
1. Академическая гребля (14) (подробнее)
2. Бадминтон (6) (подробнее)
3. Лёгкая атлетика (51) (подробнее)
4. Стрельба из лука (10) (подробнее)
5. Настольный теннис (7) (подробнее)
6. Теннис (7) (подробнее)
7. Фехтование (12) (подробнее)
8. Водные виды спорта:
  1.  Водное поло (2) (подробнее)
  2.  Плавание (42) (подробнее)
  3.  Прыжки в воду (13) (подробнее)
9. Гимнастика:
  1.  Спортивная гимнастика (14) (подробнее)
  2.  Художественная гимнастика (8) (подробнее)
10. Боевые искусства:
  1.  Дзюдо (15) (подробнее)
  2.  Тхэквондо (23) (подробнее)
11. Командные виды спорта:
  1.  Баскетбол (2) (подробнее)
  2.  Баскетбол 3×3 (4) (подробнее)
  3.  Волейбол (2) (подробнее)
  4.  Пляжный волейбол (2) (подробнее)

## Участники
На предыдущую летнюю Универсиаду в 2023 году, в Китай приехали чуть больше 5 тысяч спортсменов из 116 стран мира, и по разным причинам не приехали атлеты из таких стран как: Великобритания, Канада, Мексика, Беларусь, Россия и других. Поэтому организаторы летних Всемирных студенческих игр 2025 года поставили цель собрать максимальное количество спортсменов (как в лучшие годы до пандемии коронавируса), примерно из 160 национальных федераций студенческого спорта должны собраться более 8,5 тысяч спортсменов.